# 1 (metro de Nueva York)
La Línea 1 Broadway–7ª Avenida Local (en inglés, 1 Broadway–Seventh Avenue Local) es un servicio de trenes del metro de Nueva York. Las señales de las estaciones, el mapa del metro de Nueva York, los letreros digitales, y los materiales rodantes en la mayoría de la división A están pintados en color rojo, porque representa el servicio provisto por la línea de la Séptima Avenida-Broadway, en la cual es usada en toda la ruta. El servicio 1 opera todo el tiempo entre el Van Cortlandt Park–Calle 242 en el Bronx y South Ferry en Manhattan, haciendo todas las paradas locales. Su flota consiste enteramente en modelos R62As.
El servicio 1 usa las siguientes líneas:
| Línea                                                                                          | Vías  | Tiempo   |
| ---------------------------------------------------------------------------------------------- | ----- | -------- |
| IRT Broadway–Línea de la 7ª Avenida desde Van Cortlandt Park–Calle 242 a Marble Hill–Calle 225 | local | 24 horas |
| Puente de Broadway                                                                             | local | 24 horas |
| IRT Broadway–Línea de la 7ª Avenida desde la Calle 215 a la Calle Chambers                     | local | 24 horas |
| IRT Broadway–Línea de la 7ª Avenida desde la Calle Chambers al Ferry Sur                       | N/D   | 24 horas |

## Estaciones
| Leyenda de la estación de servicio                       | Leyenda de la estación de servicio                       |
| -------------------------------------------------------- | -------------------------------------------------------- |
| Hace paradas todo el tiempo                              | Paradas todo el tiempo                                   |
| Hace paradas todo el tiempo                              | Paradas todo el tiempo excepto a altas horas de la noche |
| Hace paradas sólo en la noche                            | Paradas sólo en la noche                                 |
| Hace paradas sólo los días de semana                     | Paradas en días de semana                                |
| Hace paradas en horas pico en direcciones congestionadas | Paradas horas pico o vías congestionadas                 |
| Estación cerrada                                         | Estación cerrada                                         |
| Detalles del periodo de tiempo                           |                                                          |

| Servicio 1                  | Estaciones                         | Acceso para discapacitados | Transferencias de metro | Conexiones                                              |
| --------------------------- | ---------------------------------- | -------------------------- | --- | ------------------------------------------------------- |
| El Bronx                    |                                    |                            | |                                                         |
| Hace paradas todo el tiempo | Van Cortlandt Park–Calle 242       |                            | |                                                         |
| Hace paradas todo el tiempo | Calle 238                          |                            | |                                                         |
| Hace paradas todo el tiempo | Calle 231                          | Acceso para discapacitados | |                                                         |
| Manhattan                   |                                    |                            | |                                                         |
| Hace paradas todo el tiempo | Marble Hill–Calle 225              |                            | | Metro-North Línea Hudson en Marble Hill                 |
| Hace paradas todo el tiempo | Calle 215                          |                            | |                                                         |
| Hace paradas todo el tiempo | Calle 207                          |                            | |                                                         |
| Hace paradas todo el tiempo | Calle Dyckman                      | 1                          | |                                                         |
| Hace paradas todo el tiempo | Calle 191                          |                            | |                                                         |
| Hace paradas todo el tiempo | Calle 181-Puente George Washington |                            | |                                                         |
| Hace paradas todo el tiempo | Calle 168                          |                            | A C (IND Línea de la 8ª Avenida) |                                                         |
| Hace paradas todo el tiempo | Calle 157                          |                            | |                                                         |
| Hace paradas todo el tiempo | Calle 145                          |                            | |                                                         |
| Hace paradas todo el tiempo | Calle 137–City College             |                            | |                                                         |
| Hace paradas todo el tiempo | Calle 125                          |                            | |                                                         |
| Hace paradas todo el tiempo | Calle 116–Universidad de Columbia  |                            | | Autobús M60 al Aeropuerto LaGuardia                     |
| Hace paradas todo el tiempo | Calle 110                          |                            | | Autobús M60 al Aeropuerto LaGuardia                     |
| Hace paradas todo el tiempo | Calle 103                          |                            | |                                                         |
| Hace paradas todo el tiempo | Calle 96                           | Acceso para discapacitados | 2 3 |                                                         |
| Hace paradas todo el tiempo | Calle 86                           |                            | 2 |                                                         |
| Hace paradas todo el tiempo | Calle 79                           |                            | 2 |                                                         |
| Hace paradas todo el tiempo | Calle 72                           | Acceso para discapacitados | 2 3 |                                                         |
| Hace paradas todo el tiempo | Calle 66–Lincoln Center            | Acceso para discapacitados | 2 |                                                         |
| Hace paradas todo el tiempo | Calle 59–Columbus Circle           | Acceso para discapacitados | 2 A B C D (IND Línea de la 8ª Avenida) |                                                         |
| Hace paradas todo el tiempo | Calle 50                           |                            | 2 |                                                         |
| Hace paradas todo el tiempo | Times Square–Calle 42              | Acceso para discapacitados | 2 3 7 <7> (Línea Flushing) A C E (Línea de la Octava Avenida2 en la Calle 42–Terminal de Autobuses de la Autoridad Portuaria) N Q R W (Línea Broadway) S (42nd Street Shuttle) | Terminal de Autobuses de la Autoridad Portuaria         |
| Hace paradas todo el tiempo | Calle 34–Estación Penn             | Acceso para discapacitados | 2 3 | Amtrak, LIRR, y N.J. Transit en la estación Pensilvania |
| Hace paradas todo el tiempo | Calle 28                           |                            | 2 |                                                         |
| Hace paradas todo el tiempo | Calle 23                           |                            | 2 |                                                         |
| Hace paradas todo el tiempo | Calle 18                           |                            | 2 |                                                         |
| Hace paradas todo el tiempo | Calle 14                           |                            | 2 3 F M (Línea de la Sexta Avenida en la Calle 14) L (línea Canarsie en la Sexta Avenida)                                                                                      | PATH en la Calle 14                                     |
| Hace paradas todo el tiempo | Calle Christopher–Sheridan Square  |                            | 2 | PATH en la Calle Christopher                            |
| Hace paradas todo el tiempo | Calle Houston                      |                            | 2 |                                                         |
| Hace paradas todo el tiempo | Calle Canal                        |                            | 2 |                                                         |
| Hace paradas todo el tiempo | Calle Franklin                     |                            | 2 |                                                         |
| Hace paradas todo el tiempo | Calle Chambers                     | Acceso para discapacitados | 2 3 |                                                         |
| Estación cerrada            | Calle Cortlandt-World Trade Center |                            | |                                                         |
| Hace paradas todo el tiempo | Calle Rector                       |                            | |                                                         |
| Hace paradas todo el tiempo | South Ferry–Calle Whitehall        | Acceso para discapacitados | N R (Línea Broadway2) | Staten Island Ferry Al South Ferry                      |

1Este estación es accesible para las personas con discapacidad, pero solo la plataforma hacia el sur.
2Transferencias a otro servicios no son accesibles.